# Marie Prokschová

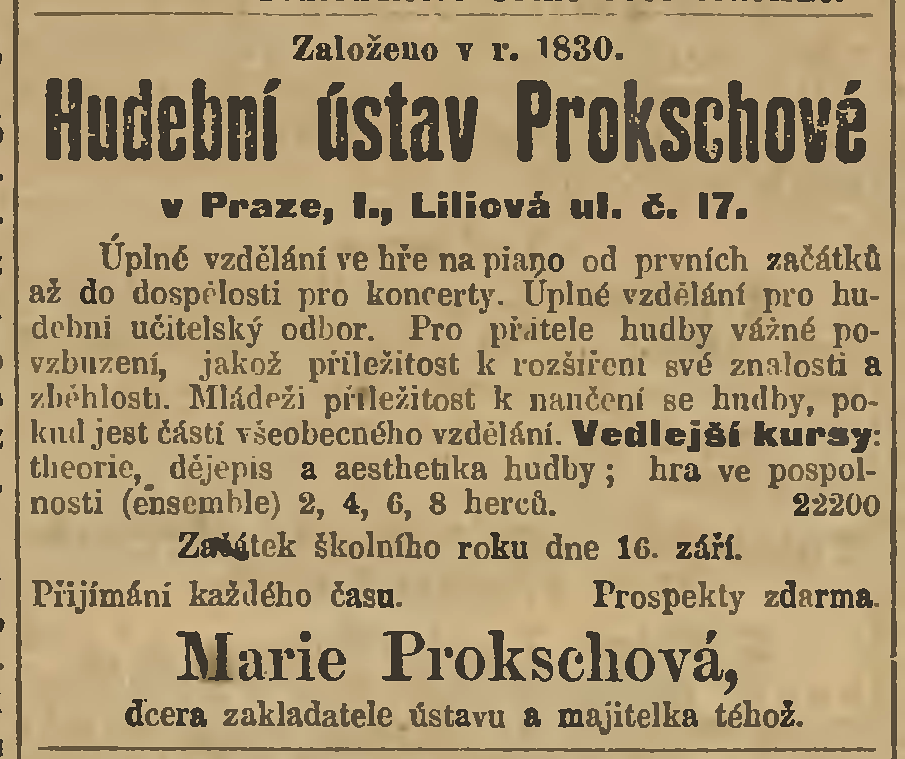
Inzerát hudební školy Marie Prokschové (Národní listy, 1899)

Marie Prokschová (německy Marie Proksch, 28. června 1836, Praha – 17. května 1900 tamtéž) byla česká německy hovořící klavíristka a hudební skladatelka z významného libereckého rodu Prokschů.

## Život
Narodila se v rodině klavíristy a hudebního pedagoga Josefa Proksche a jeho manželky Anny, rozené Bergmannové (1800–1861); v době jejího narození bydlela rodina v Melantrichově ulici 15/463. Měla staršího bratra Theodora. U otce získala hudební vzdělání.
V letech 1852–1857 koncertovala v Čechách a Rakousku. V roce 1862 se vydala na několik měsíců do Paříže, kde si získala věhlas jako koncertní klavíristka. Při pařížské cestě ji doprovázela klavíristka Augusta Kolářová, který ve městě zůstala další tři roky kvůli studiu u Vilemíny Clauss-Szarvadyové.
Po smrti otce v roce 1864 převzala společně s bratrem Theodorem Prokschem vedení pražské hudební školy, kterou založil jejich otec se strýcem Antonem. Po smrti bratra roku 1876 pokračovala ve výuce sama.

## Dílo
Marie Prokschová také komponovala skladby pro klavír. Byla editorkou a vydavatelkou hudebních učebnic svého otce.

## Zajímavost
- Kmotrem Marie Prokschové byl Alois Klar, zakladatel a první ředitel Klarova ústavu pro slepce.[2]
- Mezi žáky jejího otce patřil také Bedřich Smetana, který Marii v roce 1862 věnoval skladbu č. 6 svých hudebních listů.[11]